# Nymphula minimalis
Nymphula minimalis là một loài bướm đêm trong họ Crambidae.